# تبدیل رادن

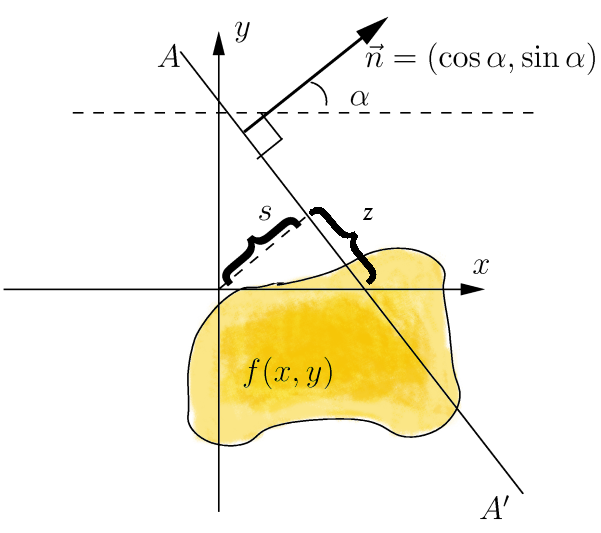
تبدیل رادُن

تبدیل رادُن (به انگلیسی: Radon transform) تبدیلی انتگرالی است که مقدار آن برابر با انتگرال تابع بر روی یک خط است.
معادله یک خط را در فضای دوبعدی می‌توان به صورت زیر نوشت:
{\displaystyle (x(t),y(t))=t(\sin \alpha ,-\cos \alpha )+s(\cos \alpha ,\sin \alpha )}
که s فاصله خط را از مبدأ مختصات نشان می‌دهد و {\displaystyle \mathbf {n} (\alpha )=(\cos \alpha ,\sin \alpha )} بردار یکه عمود بر خط است. به همین ترتیب اگر نقطه تقاطع خط مزبور و خط عمود بر آن و گذرنده از مبدأ را B بنامیم آنگاه t فاصله هر نقطه واقع بر خط را تا نقطه B نشان می‌دهد. همچنین {\displaystyle (\sin \alpha ,-\cos \alpha )} بردار راستای خط است. بدین ترتیب:
{\displaystyle {\mathcal {R}}[f](\alpha ,s)=\int _{-\infty }^{\infty }f(x(t),y(t))\,dt}